# Dave Carpenter
Dave Carpenter (4. november 1959 i Ohio – 23. juni 2008 i Burbank Californien) var en amerikansk kontrabassist og elbassist.
Carpenter har spillet med Buddy Rich, Woody Herman, Maynard Ferguson, Allan Holdsworth, Peter Erskine, Bob Mintzer, Eric Marienthal, Rod Stewart, Barbra Streisand, Mike Stern, Scott Henderson, Tom Scott, Lee Ritenour etc.
Han har også spillet med Los Angeles Philharmonics, Berlin Philharmonics, Tanglewood Symphony og BBC Symphony.
Carpenter har ligeledes indspillet musik til brug i film og tv og tv-serier.